# Avanai cumori no, genki de ne
Az Avanai cumori no, genki de ne (会わないつもりの、元気でね; Hepburn: Awanai Tsumori no, Genki de ne, ’Nem akarok többet találkozni veled, vigyázz magadra’) a Scandal japán pop rock együttes tizennyolcadik kislemeze, amely 2013. május 22-én jelent meg az Epic Records kiadónál.

## Háttér és kiadás
A kislemezt 2013. március 15-én az Ore va mada honki dasitenai dake című film főcímdalaként jelentették be. Első, néhány másodperces részlete három nappal később jelent meg. A lemez címadó dalát Janagiszava Rjóta, míg annak B-oldalát Takahasi Kumiko és Issiki Norijaszu szerezte, producere pedig Kavagucsi Keita volt.
A dal első élő előadására április 14-én a J-Melo televízióműsor különkiadásában került sor, ám ezt csak hónapokkal később fogják bemutatni a televízióban. A címadó dal hivatalos premierje két nappal később a Tokyo FM Radio Dragon „Doors” című rádióadásában volt. A 24 dzsikan Plus no joake maét április 17-én az FM Osaka Acumare! Music Coaster  rádióműsorban mutatták be.

## Számlista
| 1. | Avanai cumori no, genki de ne (会わないつもりの、元気でね)                               | Janagiszava Rjóta | Janagiszava Rjóta | Kavagucsi Keita | 4:21 |
| 2. | 24 dzsikan Plus no joake mae (24時間プラスの夜明け前)                                    | Takahasi Kumiko   | Issiki Norijaszu  | Kavagucsi Keita | 3:57 |
| 3. | Avanai cumori no, genki de ne (Instrumental) (会わないつもりの、元気でね (Instrumental)) |                   | Janagiszava Rjóta | Kavagucsi Keita | 4:22 |